# Orbeil
Orbeil – miejscowość i gmina we Francji, w regionie Owernia-Rodan-Alpy, w departamencie Puy-de-Dôme.
Według danych na rok 1990 gminę zamieszkiwały 692 osoby, a gęstość zaludnienia wynosiła 72 osoby/km² (wśród 1310 gmin Owernii Orbeil plasuje się na 319. miejscu pod względem liczby ludności, natomiast pod względem powierzchni na miejscu 822.).